# Хагарвил (Арканзас)
Хагарвил (енгл. Hagarville) насељено је место без административног статуса у америчкој савезној држави Арканзас.

## Демографија
По попису из 2010. године број становника је 129.
| Група             | 2000.    | 2010.       |
| Белци             | 0 (0,0%) | 116 (89,9%) |
| Афроамериканци    | 0 (0,0%) | 3 (2,3%)    |
| Азијати           | 0 (0,0%) | 0 (0,0%)    |
| Хиспаноамериканци | 0 (0,0%) | 5 (3,9%)    |
| Укупно            | 0        | 129         |